# John Joseph Hopfield
John Joseph Hopfield, né le 15 juillet 1933 à Chicago (États-Unis), est un physicien américain principalement connu pour son modèle de réseaux de neurones publié en 1982 : le modèle de Hopfield. En 2024, il est lauréat du prix Nobel de physique avec Geoffrey Hinton.
Durant sa carrière, il reçoit plusieurs grands prix de physique pour ses travaux dans des domaines pluridisciplinaires tels que la physique de la matière condensée, la physique statistique ou encore la biophysique.

## Jeunesse et éducation
Il est né le 15 juillet 1933 à Chicago, dans l'Illinois, du physicien polonais John Joseph Hopfield et de la physicienne Helen Hopfield. Helen est la deuxième épouse de Hopfield, l'aîné. Il est le sixième enfant de John Joseph Hopfield et a lui-même trois enfants et six petits-enfants.
Il a obtenu son Bachelor of Arts (BA) au Swarthmore College en 1954 et son doctorat (PhD) en physique à l'université Cornell en 1958 (sous la direction d'Albert Overhauser).

## Carrière
Hopfield a passé deux ans dans le groupe théorique des Laboratoires Bell, puis un an à l'École Normale Supérieure de Paris. Il est ensuite devenu membre du corps enseignant de l'université de Californie à Berkeley (physique), puis de l'université de Princeton (physique), de la California Institute of Technology (chimie et biologie) et de nouveau à Princeton, où il est professeur émérite de biologie moléculaire,. Pendant 35 ans, il entretient également des liens étroits avec les Laboratoires Bell. Il est professeur émérite de biologie moléculaire à l'université de Princeton.
Il reçoit en 1969 le prix Oliver-E.-Buckley de la matière condensée décerné par l'American Physical Society. En 1974, il propose le mécanisme de correction cinétique permettant de diminuer le taux d'erreurs d'une réaction biochimique.
Parmi ses anciens doctorants figurent Bertrand Halperin (doctorat en 1965), Steven Girvin (1977), Terry Sejnowski (1978), Erik Winfree (1998), José Onuchic (1987) et David J. C. MacKay (1991).

## Prix Nobel de physique en 2024
Le 8 octobre 2024, il est lauréat du prix Nobel de physique avec le chercheur britanno-canadien Geoffrey Hinton pour « leurs découvertes et interventions fondamentales qui permettent l'apprentissage automatique avec des réseaux de neurones artificiels »,. « Les deux lauréats du prix Nobel de physique de cette année ont utilisé des outils de la physique pour développer des méthodes qui sont à la base des puissants systèmes d’apprentissage automatique d’aujourd’hui » indique le jury dans son communiqué,. Pour l’Académie des sciences suédoise, John Joseph Hopfield a « inventé un réseau utilisant une méthode pour retenir et recréer des modèles » en s’inspirant du spin.
Hopfield, avec Hinton, a appelé à intensifier les recherches en sécurité de l'IA afin de mieux comprendre son fonctionnement interne, ses limites et ses risques, avant que ses capacités ne dépassent celles de l'humain et échappent à son contrôle.

## Travaux
Dans sa thèse de doctorat de 1958, il a écrit sur l'interaction des excitons dans les cristaux, en introduisant le terme de polariton pour désigner une quasi-particule qui apparaît en physique du solide,. Il a écrit : « Les « particules » du champ de polarisation analogues aux photons seront appelées « polaritons » ». Son modèle de polariton est parfois connu sous le nom de diélectrique de Hopfield.
Le physicien de la matière condensée Philip Warren Anderson a rapporté que John Hopfield était son « collaborateur caché » pour ses travaux de 1961 à 1970 sur le modèle d'impureté d'Anderson qui expliquait l'effet Kondo. Hopfield n'a pas été inclus comme co-auteur des articles, mais Anderson a reconnu l'importance de la contribution de Hopfield dans divers écrits.
En 1974, il a introduit un mécanisme de correction d'erreurs dans les réactions biochimiques, connu sous le nom de relecture cinétique, pour expliquer la précision de la réplication de l'ADN,.
Hopfield a publié son premier article en neurosciences en 1982, intitulé « Neural networks and physical systems with emergent collective computational abilities ». Il y a présenté ce qui est maintenant connu sous le nom de réseau de Hopfield, un type de réseau de neurones artificiels qui peut servir de mémoire adressable par contenu, composé de neurones binaires qui peuvent être activés ou désactivés,. Hopfield a déclaré que l'inspiration lui était venue de ses connaissances sur les verres de spin acquises lors de ses collaborations avec Philip Warren Anderson.
Avec David W. Tank, Hopfield a développé une méthode en 1985–1986, pour résoudre des problèmes d'optimisation discrète en se basant sur la dynamique en temps continu et en utilisant un réseau de Hopfield avec une fonction d'activation continue. Le problème d'optimisation était encodé dans les paramètres d'interaction (poids) du réseau. La température effective du système analogique était progressivement réduite, comme dans l'optimisation globale par recuit simulé.
Les réseaux de Hopfield originaux avaient une mémoire limitée, un problème qui a été résolu par Hopfield et Dimitry Krotov en 2016,. Les réseaux de Hopfield à grande capacité de stockage sont maintenant connus sous le nom de réseaux de Hopfield modernes.

## Distinctions
- 1962 : bourse Sloan[28]
- 1968 : bourse Guggenheim[29]
- 1969 : prix Oliver-E.-Buckley avec David Gilbert Thomas « pour leur travail conjoint alliant théorie et expérience, qui a fait progresser la compréhension de l'interaction de la lumière avec les solides »[6]
- 1973 : membre de l'Académie nationale des sciences des États-Unis[30]
- 1975 : membre de l'Académie américaine des arts et des sciences[31]
- 1983 : bourse MacArthur[32]
- 1985 : prix Golden Plate de l'American Academy of Achievement[33]
- 1985 : prix Max-Delbruck[34]
- 1988 : membre de la Société américaine de philosophie[35]
- 1997 : prix Neural Networks Pioneer de l'IEEE[36]
- 2001 : médaille Dirac du Centre international de physique théorique « pour ses contributions importantes dans un spectre impressionnant de sujets scientifiques »[37],[38]
- 2002 : prix Harold-Pender pour ses accomplissements en neurosciences et neuro-ingénierie[39]
- 2005 : prix mondial des sciences Albert-Einstein[40]
- 2006 : président de la Société américaine de physique[41]
- 2009 : prix IEEE Frank Rosenblatt pour ses contributions dans la compréhension du traitement de l'informationdans les systèmes biologiques[42]
- 2012 : prix Swartz[43]
- 2019 : Franklin Institute Awards[44]
- 2022 : médaille Boltzmann[45]
- 2023 : nommé « Highly Ranked Scholar » à vie par ScholarGPS[46]
- 2024 : prix Nobel de physique[9]